# Robert Ssentongo
Robert Ssentongo (sinh ngày 5 tháng 6 năm 1988) là một cầu thủ bóng đá người Uganda thi đấu cho câu lạc bộ Ethiopia Fasil Kenema, ở vị trí tiền đạo.

## Sự nghiệp câu lạc bộ
Sinh ra ở Kampala, Ssentongo từng thi đấu bóng đá cho Simba, SC Villa, Kampala City Council, Brabrand, African Lyon, URA, Saint George và Fasil Kenema.

## Sự nghiệp quốc tế
Anh có màn ra mắt quốc tế cho Uganda năm 2004, và từng thi đấu tại Vòng loại giải vô địch bóng đá thế giới. Anh là vua phá lưới tại Cecafa-Tusker Challenge Cup 2012. Anh từng thi đấu tại Giải vô địch bóng đá châu Phi 2016.

## Danh hiệu
Cá nhân
- Vua phá lưới Cecafa-Tusker Challenge Cup (1): 2012[6]
- Vua phá lưới Giải bóng đá ngoại hạng Uganda (4): 2004, 2011–12, 2014–15, 2015–16[7][8][9]
- Đội hình tiêu biểu Giải bóng đá ngoại hạng Uganda (1): 2015–16[9]